# Nouvelle Initiative Atlantique
Pour les articles homonymes, voir NIA.
La Nouvelle Initiative Atlantique (New Atlantic Initiative (NAI)) est une organisation internationale consacrée à revitaliser et à augmenter les liens atlantiques entre l'Europe et les États-Unis.

## Liens
- (en) Site officiel
- (hu) Site officiel en hongrois
- (en) Informations sur le site de l'AEI.